# Eurypoena tuberosa
Eurypoena tuberosa es una especie de arañas araneomorfas de la familia Theridiidae.

## Distribución geográfica
Es endémica de las islas Canarias (España).

## Taxonomía
Se reconocen dos subespecies:
- E. tuberosa tuberosa (Wunderlich, 1987) - La Gomera, Tenerife y Gran Canaria
- E. tuberosa alegranzaensis Wunderlich, 1992 - Alegranza y Lanzarote